# Borja Bastón
Borja González Tomás (Madrid, 25 de agosto de 1992), conocido como Borja Bastón, es un futbolista español y se encuentra sin equipo.

## Trayectoria

### Inicios
Entró a los cinco años como portero en las categorías inferiores del Atlético de Madrid, pero pronto cambió a delantero y desde entonces se dedicó a romper todos los récords goleadores de las categorías inferiores del equipo colchonero.
Es hijo del anterior preparador de porteros del primer equipo del Atlético de Madrid, Miguel Bastón, que en su tiempo fue portero del Atlético y del Real Burgos. De ahí que, en ocasiones, se le conozca como Borja Bastón, a pesar de que éste es su tercer apellido.
Debutó con el primer equipo del Atlético el 15 de mayo de 2010 contra el Getafe C. F. en el estadio Vicente Calderón, aunque con escasa fortuna, pues al poco de entrar al campo se lesionó de gravedad. La lesión le mantuvo apartado de los terrenos de juego durante más de seis meses, hasta el 24 de noviembre en que recibió el alta médica y se reincorporó a los entrenamientos habituales del filial para reaparecer en partido oficial el 19 de diciembre en la victoria por 1-0 del Atlético de Madrid B frente al Cacereño. El 3 de enero de 2011 Borja volvió a una convocatoria del primer equipo.

### Cesiones

#### Real Murcia
El 31 de agosto de 2011 el Club Atlético de Madrid hizo oficial su cesión por una temporada al Real Murcia Club de Fútbol. El 3 de septiembre debutó con el Murcia en el partido correspondiente a la tercera jornada de la Segunda División que le enfrentó ante el Elche C. F. y cuyo resultado final fue una derrota por uno a cero. Borja entró al campo en el minuto 45 sustituyendo a Kike García. Tres días después, el 6 de septiembre jugó su primer partido de Copa del Rey en la segunda eliminatoria de esta. El partido finalizó con derrota 0-1 frente al Córdoba Club de Fútbol siendo el Murcia eliminado. El 25 de septiembre consiguió el primer gol de su carrera como profesional en la sexta jornada de liga. Su gol hizo en el minuto 11 el empate a uno ante el C. D. Numancia y ayudó a conseguir la definitiva victoria por 2-1.

#### Huesca
Tras la cesión en el Murcia regresó al Atlético de Madrid y realizó la pretemporada durante el verano de 2012 con el primer equipo. Pese a esto, el 29 de agosto de 2012 el Club Atlético de Madrid hizo oficial su cesión por una temporada a la Sociedad Deportiva Huesca de la Segunda División española. Tres días después de concretarse su cesión, Borja debutó con el Huesca en la derrota por dos a uno ante su anterior club, el Murcia, en el partido correspondiente a la tercera jornada de Liga. Borja entró al campo en el minuto 76 sustituyendo a Jorge. El 12 de septiembre debutó como titular con el Huesca en la Copa del Rey en la victoria por dos a uno ante el C. D. Guadalajara correspondiente a la segunda ronda clasificándose de este modo para la tercera. Tres días después, el 15 de septiembre, anotó su primer gol con la camiseta del Huesca abriendo el marcador en la victoria por dos a cuatro ante el Club Deportivo Lugo en el partido correspondiente a la quinta jornada de Liga.

#### Deportivo de La Coruña
Durante el verano de 2013 regresó al Atlético de Madrid con el que realizó la pretemporada. De nuevo, como en los dos veranos anteriores, el 29 de agosto de 2013 fue cedido al Deportivo de La Coruña hasta junio de 2014. Tres días después debutó con el club coruñés anotando dos goles en la victoria por cero a tres ante el C. E. Sabadell F. C. correspondiente a la tercera jornada de Liga. Con el club coruñés consiguió el ascenso a Primera División tras terminar en segunda posición en la Liga.

#### Real Zaragoza
En agosto de 2014, un año más, se marchó cedido al Real Zaragoza. Debutó como titular en la segunda jornada de Liga frente al C. A. Osasuna. Su primer gol con el club lo marcó en la cuarta jornada en el empate a uno ante el Sabadell.
El Zaragoza terminó la temporada regular en sexta posición y se clasificó para jugar la promoción de ascenso. Borja fue el máximo goleador del equipo con 23 goles y, en toda la competición, solo anotó menos goles que Rubén Castro que se proclamó Pichichi de Segunda División con 32 goles. Una lesión le impidió disputar los últimos partidos de la temporada y solo tuvo tiempo de reaparecer para jugar los últimos veinte minutos de la final de la promoción en la que su equipo perdió por dos a cero y se quedó sin conseguir el ascenso.

#### S. D. Eibar
Tras el año realizado en Segunda División varios equipos de la máxima categoría estuvieron interesados en hacerse con los servicios del jugador madrileño. Finalmente, durante el verano Borja fue cedido por el Atlético de Madrid a la Sociedad Deportiva Eibar durante la temporada 2015-16. Debutó con el club armero el 24 de agosto en la victoria por uno a tres de la primera jornada de Liga ante el Granada C. F. Saltó al campo en el minuto 79 en sustitución de Sergi Enrich. En la quinta jornada de Liga fue titular por primera vez y anotó sus dos primeros goles en Primera División en el empate a dos frente al Levante. Borja Bastón acabó su primera temporada en el Eibar con 18 goles en Liga, y un gol en Copa del Rey.

### Swansea City
El 11 de agosto de 2016 el Club Atlético de Madrid lo traspasó al Swansea City Association Football Club en una operación que rondaría los 18 millones de euros.

#### Cesiones
El 5 de julio de 2017 se hizo oficial el acuerdo del Swansea City con el Málaga C. F. de la Primera División, para su cesión por una temporada con una opción de compra de 12 millones de euros. El 16 de julio de 2018 fue nuevamente cedido, en esta ocasión al Deportivo Alavés.

### Aston Villa
El 1 de febrero de 2020 se hizo oficial su fichaje por el Aston Villa de la Premier League, firmando por lo que restaba de temporada después de desvincularse del Swansea City.

### Nuevo regreso a España
El 6 de septiembre de 2020 se hizo oficial su fichaje por el C. D. Leganés de la Segunda División. Firmó por una campaña con opción a dos más en caso de ascenso. Quedó libre en junio de 2021 al no cumplirse el objetivo y en agosto del mismo año se comprometió con el Real Oviedo por dos temporadas con opción a una tercera. Tras tres temporadas en Oviedo, en las que llegó a ser capitán y dejando al club al borde del ascenso a Primera División, en junio de 2024 no renovó su contrato.

### Etapas en México y Granada
Dos días de que terminara su vinculación con el Real Oviedo fichó por el Pachuca de la Primera División de México. Su paso por el país duró media campaña y el 7 de febrero de 2025 se hizo oficial su incorporación al Granada C. F. hasta el mes de junio.

## Selección nacional
Ha sido internacional con la selección española sub-17 con la que disputó el Mundial Sub-17 en 2009 terminando en el cuarto puesto y siendo galardonado con la Bota de Oro. El 27 de junio de 2011 fue convocado en la preselección formada por 23 jugadores para disputar el Europeo sub-19 y el 13 de julio se dio la lista definitiva de 18 jugadores en la que estaba incluido Borja. De esta manera, Borja fue partícipe, disputando dos partidos, de la consecución del Campeonato Europeo sub-19.

## Estadísticas

### Clubes
- Actualizado el 12 de mayo de 2025.[22]

| Club                            | Div.          | Temporada     | Liga  | Liga  | Copas nacionales | Copas nacionales | Copas internacionales nacionales | Copas internacionales nacionales | Total | Total | Media goleadora |
| Club                            | Div.          | Temporada     | Part. | Goles | Part.            | Goles            | Part.                            | Goles                            | Part. | Goles | Media goleadora |
| ------------------------------- | ------------- | ------------- | ----- | ----- | ---------------- | ---------------- | -------------------------------- | -------------------------------- | ----- | ----- | --------------- |
| Atlético de Madrid "B" · España | 2.ªB          | 2009-10       | 23    | 12    | —                | —                | —                                | —                                | 23    | 12    | 0,52            |
| Atlético de Madrid "B" · España | 2.ªB          | 2010-11       | 14    | 4     | —                | —                | —                                | —                                | 14    | 4     | 0,29            |
| Atlético de Madrid "B" · España | Total club    | Total club    | 37    | 16    | 0                | 0                | 0                                | 0                                | 37    | 16    | 0,43            |
| Atlético de Madrid · España     | 1.ª           | 2009-10       | 1     | 0     | 0                | 0                | —                                | —                                | 1     | 0     | 0               |
| Atlético de Madrid · España     | Total club    | Total club    | 1     | 0     | 0                | 0                | 0                                | 0                                | 1     | 0     | 0               |
| Real Murcia C. F. · España      | 2.ª           | 2011-12       | 20    | 4     | 1                | 0                | —                                | —                                | 21    | 4     | 0,19            |
| Real Murcia C. F. · España      | Total club    | Total club    | 20    | 4     | 1                | 0                | 0                                | 0                                | 21    | 4     | 0,19            |
| S. D. Huesca · España           | 2.ª           | 2012-13       | 31    | 9     | 1                | 0                | —                                | —                                | 32    | 9     | 0,28            |
| S. D. Huesca · España           | Total club    | Total club    | 31    | 9     | 1                | 0                | 0                                | 0                                | 32    | 9     | 0,28            |
| Deportivo de La Coruña · España | 2.ª           | 2013-14       | 34    | 10    | 0                | 0                | —                                | —                                | 34    | 10    | 0,29            |
| Deportivo de La Coruña · España | Total club    | Total club    | 34    | 10    | 0                | 0                | 0                                | 0                                | 34    | 10    | 0,29            |
| Real Zaragoza · España          | 2.ª           | 2014-15       | 39    | 23    | 1                | 0                | —                                | —                                | 40    | 23    | 0,58            |
| Real Zaragoza · España          | Total club    | Total club    | 39    | 23    | 1                | 0                | 0                                | 0                                | 40    | 23    | 0,58            |
| S. D. Eibar · España            | 1.ª           | 2015-16       | 36    | 18    | 3                | 1                | —                                | —                                | 39    | 19    | 0,49            |
| S. D. Eibar · España            | Total club    | Total club    | 36    | 18    | 3                | 1                | 0                                | 0                                | 39    | 19    | 0,49            |
| Swansea City A. F. C. Gales     | 1.ª           | 2016-17       | 18    | 1     | 2                | 0                | —                                | —                                | 20    | 1     | 0,05            |
| Málaga C. F. · España           | 1.ª           | 2017-18       | 20    | 2     | 2                | 0                | —                                | —                                | 22    | 2     | 0,09            |
| Málaga C. F. · España           | Total club    | Total club    | 20    | 2     | 2                | 0                | 0                                | 0                                | 22    | 2     | 0,09            |
| Deportivo Alavés · España       | 1.ª           | 2018-19       | 27    | 5     | 2                | 0                | —                                | —                                | 29    | 5     | 0,17            |
| Deportivo Alavés · España       | Total club    | Total club    | 27    | 5     | 2                | 0                | 0                                | 0                                | 29    | 5     | 0,17            |
| Swansea City A. F. C. Gales     | 2.ª           | 2019-20       | 20    | 6     | 1                | 0                | —                                | —                                | 21    | 6     | 0,29            |
| Swansea City A. F. C. Gales     | Total club    | Total club    | 38    | 7     | 3                | 0                | 0                                | 0                                | 41    | 7     | 0,17            |
| Aston Villa F. C. Inglaterra    | 1.ª           | 2019-20       | 2     | 0     | —                | —                | —                                | —                                | 2     | 0     | 0               |
| Aston Villa F. C. Inglaterra    | Total club    | Total club    | 2     | 0     | 0                | 0                | 0                                | 0                                | 2     | 0     | 0               |
| C. D. Leganés · España          | 2.ª           | 2020-21       | 36    | 5     | 2                | 0                | —                                | —                                | 38    | 5     | 0,13            |
| C. D. Leganés · España          | Total club    | Total club    | 36    | 5     | 2                | 0                | 0                                | 0                                | 38    | 5     | 0,13            |
| Real Oviedo · España            | 2.ª           | 2021-22       | 40    | 22    | 0                | 0                | —                                | —                                | 40    | 22    | 0,55            |
| Real Oviedo · España            | 2.ª           | 2022-23       | 33    | 8     | 3                | 2                | —                                | —                                | 36    | 10    | 0,28            |
| Real Oviedo · España            | 2.ª           | 2023-24       | 42    | 10    | 1                | 0                | —                                | —                                | 43    | 10    | 0,23            |
| Real Oviedo · España            | Total club    | Total club    | 115   | 40    | 4                | 2                | 0                                | 0                                | 119   | 42    | 0,35            |
| C. F. Pachuca · México          | 1.ª           | 2024-25       | 7     | 0     | —                | —                | 2                                | 0                                | 9     | 0     | 0               |
| C. F. Pachuca · México          | Total club    | Total club    | 7     | 0     | 0                | 0                | 2                                | 0                                | 9     | 0     | 0               |
| Granada C. F. · España          | 2.ª           | 2024-25       | 11    | 0     | —                | —                | —                                | —                                | 11    | 0     | 0               |
| Granada C. F. · España          | Total club    | Total club    | 11    | 0     | 0                | 0                | 0                                | 0                                | 11    | 0     | 0               |
| Total carrera                   | Total carrera | Total carrera | 454   | 139   | 19               | 3                | 2                                | 0                                | 475   | 142   | 0,3             |
| 1. 2.                           |               |               |       |       |                  |                  |                                  |                                  |       |       |                 |

### Selecciones

#### Participaciones en fases finales
| Competición                    | Categoría     | Sede    | Resultado     | Partidos | Goles |
| ------------------------------ | ------------- | ------- | ------------- | -------- | ----- |
| Mundial Sub-17 de 2009         | España sub-17 | Nigeria | Tercer puesto | 6        | 5     |
| Campeonato Europeo Sub-19 2011 | España sub-19 | Rumania | Campeón       | 2        | 0     |
| Total                          |               |         |               | 8        | 5     |

## Palmarés

### Títulos internacionales
| Título                           | Club               | Sede     | Año  |
| -------------------------------- | ------------------ | -------- | ---- |
| Liga Europa de la UEFA           | Atlético de Madrid | Alemania | 2010 |
| Europeo sub-19                   | Selección española | Rumania  | 2011 |
| Supercopa de Europa              | Atlético de Madrid | Mónaco   | 2012 |
| Derbi de las Américas de la FIFA | C. F. Pachuca      | Doha     | 2024 |
| Copa Challenger de la FIFA       | C. F. Pachuca      | Doha     | 2024 |

(*) Incluyendo la selección.

### Distinciones individuales
| Distinción                                                      | Año  |
| --------------------------------------------------------------- | ---- |
| Bota de Oro del Mundial sub-17                                  | 2009 |
| Premio delantero de plata de Fútbol Draft                       | 2010 |
| Mejor jugador de octubre Liga BBVA                              | 2015 |
| Mejor jugador del mes de abril en la Segunda División de España | 2022 |
| Trofeo Pichichi de la Segunda División de España                | 2022 |
| Trofeo Zarra de la Segunda División de España                   | 2022 |